# Championnat de Suisse de hockey sur glace 1953-1954
Saison précédente Saison suivante
La saison 1953-1954 est la 45e saison du championnat de Suisse de hockey sur glace.

## Ligue nationale A

### Classement
| Clt   | Équipe                  | PJ | V  | D  | N | BP  | BC  | Diff | Pts |
| ----- | ----------------------- | -- | -- | -- | - | --- | --- | ---- | --- |
| +001, | HC Arosa (T)            | 14 | 12 | 0  | 2 | 115 | 49  | +56  | 26  |
| +002, | Young Sprinters HC      | 14 | 9  | 3  | 2 | 78  | 50  | +28  | 20  |
| +003, | CP Berne                | 14 | 7  | 7  | 0 | 72  | 56  | +16  | 14  |
| +004, | Grasshopper Club Zurich | 14 | 6  | 6  | 2 | 77  | 76  | +1   | 14  |
| +005, | Zürcher SC              | 14 | 6  | 7  | 1 | 75  | 82  | -7   | 13  |
| +006, | HC Ambrì-Piotta         | 14 | 6  | 8  | 0 | 70  | 77  | -7   | 12  |
| +007, | HC Davos                | 14 | 5  | 8  | 1 | 79  | 91  | -12  | 11  |
| +008, | Lausanne HC             | 14 | 1  | 13 | 0 | 44  | 129 | -85  | 2   |

- En gras : champion de Suisse
- En italique : en barrage de promotion/relégation LNA/LNB

Arosa remporte le 4e titre de son histoire, le 4e consécutivement.

### Barrage de promotion/relégation LNA/LNB
Il se dispute le 28 février 1954 à la patinoire du Dolder, à Zurich :
- Lausanne HC - HC Saint-Moritz 4-9

Saint-Moritz remonte en LNA pour la première depuis la saison 1938-1939, prenant ainsi la place de Lausanne dans l'élite.

## Ligue nationale B

### Saison régulière

#### Groupe I
Vainqueur : HC Saint-Moritz

#### Groupe II
| Clt   | Équipe               | PJ | V | D | N | BP | BC | Diff | Pts |
| ----- | -------------------- | -- | - | - | - | -- | -- | ---- | --- |
| +001, | HC Bâle-Rotweiss     | 8  | 8 | 0 | 0 | 91 | 13 | +78  | 16  |
| +002, | EHC Grindelwald (de) | 8  | 6 | 2 | 0 | 53 | 27 | +26  | 12  |
| +003, | EHC Thalwil          | 8  | 3 | 5 | 0 | 31 | 52 | -21  | 6   |
| +004, | SC Langnau           | 8  | 2 | 6 | 0 | 18 | 52 | -34  | 4   |
| +005, | EHC Bülach           | 8  | 1 | 7 | 0 | 20 | 69 | -49  | 2   |

- En gras : qualifié pour la poule finale

#### Groupe III
| Clt   | Équipe                 | PJ | V | D | N | BP | BC | Diff | Pts |
| ----- | ---------------------- | -- | - | - | - | -- | -- | ---- | --- |
| +001, | HC La Chaux-de-Fonds   | 7  | 5 | 2 | 0 | 44 | 16 | +28  | 10  |
| +002, | HC Viège               | 7  | 5 | 2 | 0 | 39 | 13 | +26  | 10  |
| +003, | HC Gottéron            | 7  | 4 | 2 | 1 | 21 | 26 | -5   | 9   |
| +004, | EHC Rot-Blau Bern (de) | 8  | 3 | 5 | 0 | 31 | 45 | -14  | 4   |
| +005, | Gstaad                 | 7  | 0 | 6 | 1 | 19 | 54 | -35  | 2   |

Barrage pour la 1re place, à Berne :
- HC La Chaux-de-Fonds - HC Viège 2-1

### Poule finale
| Clt   | Équipe               | PJ | V | D | N | BP | BC | Diff | Pts |
| ----- | -------------------- | -- | - | - | - | -- | -- | ---- | --- |
| +001, | HC Saint-Moritz      | 4  | 4 | 0 | 0 | ?  | ?  | +6   | 8   |
| +002, | HC Bâle-Rotweiss     | 4  | 1 | 3 | 0 | 17 | 20 | -3   | 2   |
| +003, | HC La Chaux-de-Fonds | 4  | 1 | 3 | 0 | ?  | ?  | -7   | 2   |

- En gras : qualifié pour le barrage de promotion/relégation LNA/LNB

### Poule de maintien en LNB
Felsberg est relégué en Série A.